# Khalil Bani Attiah
Khalil Zaid Bani Attiah (arab. خليل زيد بني عطية; ur. 8 czerwca 1991 w Ammanie) – jordański piłkarz grający na pozycji prawego pomocnika. Od 2016 jest zawodnikiem klubu Al-Faisaly Amman.

## Kariera piłkarska
Swoją karierę piłkarską Bani Attiah rozpoczął w klubie Al-Faisaly Amman, w którym w 2008 roku zadebiutował w pierwszej lidze jordańskiej. W sezonie 2009/2010 wywalczył z nim mistrzostwo kraju, a w sezonie 2010/2011 wicemistrzostwo. Z kolei w sezonie 2011/2012 sięgnął z Al-Faisaly po dublet - mistrzostwo i Puchar Jordanii.
W 2013 roku Bani Attiah odszedł do saudyjskiego klubu Al-Faisaly Harma. Zadebiutował w nim 5 sierpnia 2013 w przegranym 1:3 domowym meczu z Al-Ahli Dżudda. W Al-Faisaly występował przez dwa sezony.
Jesienią 2015 Bani Attiah grał w Bahrajnie, w Riffa Club. W 2016 wrócił do Al-Faisaly Amman. W sezonie 2015/2016 został z nim wicemistrzem Jordanii, a w sezonie 2016/2017 wywalczył z nim dublet.

## Kariera reprezentacyjna
W reprezentacji Jordanii Bani Attiah zadebiutował 26 marca 2011 w zremisowanym 1:1 towarzyskim meczu z Kuwejtem. W 2015 roku powołano go do kadry na Puchar Azji 2015, a w 2019 roku do kadry na Puchar Azji 2019.